# NGC 189
NGC 189 (ook wel OCL 301) is een open sterrenhoop in het sterrenbeeld Cassiopeia. NGC 189 staat op ongeveer 3500 lichtjaar van de Aarde.
NGC 189 werd op 27 september 1783 ontdekt door Caroline Herschel. De ontdekking werd echter niet genoteerd en werd vergeten. Op 27 oktober 1829 werd NGC 189 opnieuw gevonden door de Britse astronoom John Herschel.